# Церква Введення в храм Пресвятої Богородиці (Чумалі)
Церква Введення в храм Пресвятої Богородиці в Чумалях — парафія і храм 2-го Збаразького благочиння Тернопільської єпархії Православної церкви України в селі Чумалі Тернопільського району Тернопільської области.

## Історія церкви
Муровану церкву було збудовано в 1910 році. Згідно з Львівським тематизмом, спершу вона називалася Положенням Ризи Пресвятої Богородиці у Влахернському Храмі.
Дзвіницю збудували у 1937 році. У 1961 році храм закрили, але 4 грудня 1988 року священники Роман Сливка, Михайло Шкільний та Ярослав Смалюк відкрили його і перейменували на Введення в храм Пресвятої Богородиці.
У селі існувала капличка біля джерела, де, за переказами, панська служниця знайшла образ Матері Божої. Образ віддали до храму після того, як служниця змогла його взяти з води, тоді як священнику це не вдалося.
За радянської влади джерело засипали і збудували на його місці дорогу. З 1989 року в селі почали відбуватися трагічні події, пов'язані з дорогою і водою. У 1995 році капличку було відновлено та освячено. Джерело віднайшов геолог Іван Гарбуз, а розкопували його Ярослав Рокош і Віталій Завірюха.

## Парохи
- о. Володимир Борис.